# Pleuronota chuai
Pleuronota chuai är en skalbaggsart som beskrevs av Franz Antoine 1990. Pleuronota chuai ingår i släktet Pleuronota och familjen Cetoniidae. Inga underarter finns listade i Catalogue of Life.